# الكأس السلطانية 1921
كَأْسُ السُّلْطَانِ حُسَين 1921 هي النُّسْخة الخامِسة من بُطولة كَأْس السُّلطان حُسَين. لُعبت البُطولة في عام 1921، وفاز بها المُخْتَلط (الزَّمالِك) بعد فوزه في النهائي على شيروُودز البِرِيطاني بنَتيجة 2–1.